# Polytrichum cataractarum
Polytrichum cataractarum är en bladmossart som beskrevs av C. Müller 1897. Polytrichum cataractarum ingår i släktet björnmossor, och familjen Polytrichaceae. Inga underarter finns listade i Catalogue of Life.